# Хохлатые крачки
Хохлатые крачки (лат. Thalasseus) — род морских птиц из семейства чайковых (Laridae). Представителей рода до 2005 года включали в род Sterna.

## Описание
У всех представителей рода длинный, тонкий, заострённый клюв, обычно жёлтого или оранжевого цвета, за исключением Thalasseus sandvicensis и Thalasseus acuflavidus, у которых клюв чёрный с жёлтым кончиком. Верхняя часть головы чёрного цвета, образует шапочку, за которой располагается рассученный чёрный гребень. В зимнем оперении у представителей рода лоб становится белым, чёрная шапочка заметно светлеет.

## Биология
Эти крачки размножаются очень плотными колониями на побережьях материков и островах, иногда в глубине страны на крупных пресноводных озерах вблизи побережья. Яйца откладывают в простое углубление в земле. Питаются преимущественно рыбой, ныряя в воду с лёту. Предложение рыбы самцом самке является частью демонстрации ухаживания.

## Классификация
Международный союз орнитологов включает в род 8 видов:
| Изображение | Русское название          | Научное название   | Распространение |
| ----------- | ------------------------- | ------------------ | --- |
|             | Thalasseus sandvicensis   | Пестроносая крачка | гнездится на побережье большей части Европы до Каспийского моря на востоке, зимует от Каспийского, Чёрного и Средиземного морей до побережий западной и южной Африки, а также от южной части Красного моря до северо-западной Индии и Шри-Ланки |
|             | Thalasseus acuflavidus    |                    | Северная и Южная Америка |
|             | Thalasseus elegans        | Элегантная крачка  | тихоокеанское побережье юга США и Мексики, на зиму мигрирует в Перу, Эквадор и Чили |
|             | Thalasseus bengalensis    | Бенгальская крачка | от Красного моря через Индийский океан до запада Тихого океана и Австралии |
|             | Thalasseus albididorsalis |                    | Западное побережье Африки от Мавритании до Гвинеи |
|             | Thalasseus maximus        | Королевская крачка | Северная и Южная Америка; атлантическое побережье Африки |
|             | Thalasseus bergii         | Крачка Берга       | от Южной Африки, по всему Индийскому океану и до центральной части Тихого океана и Австралии |
|             | Thalasseus bernsteini     | Китайская крачка   | провинция Фуцзянь (Китай), зимует в Юго-Восточной Азии |